# Dębno (województwo podkarpackie)

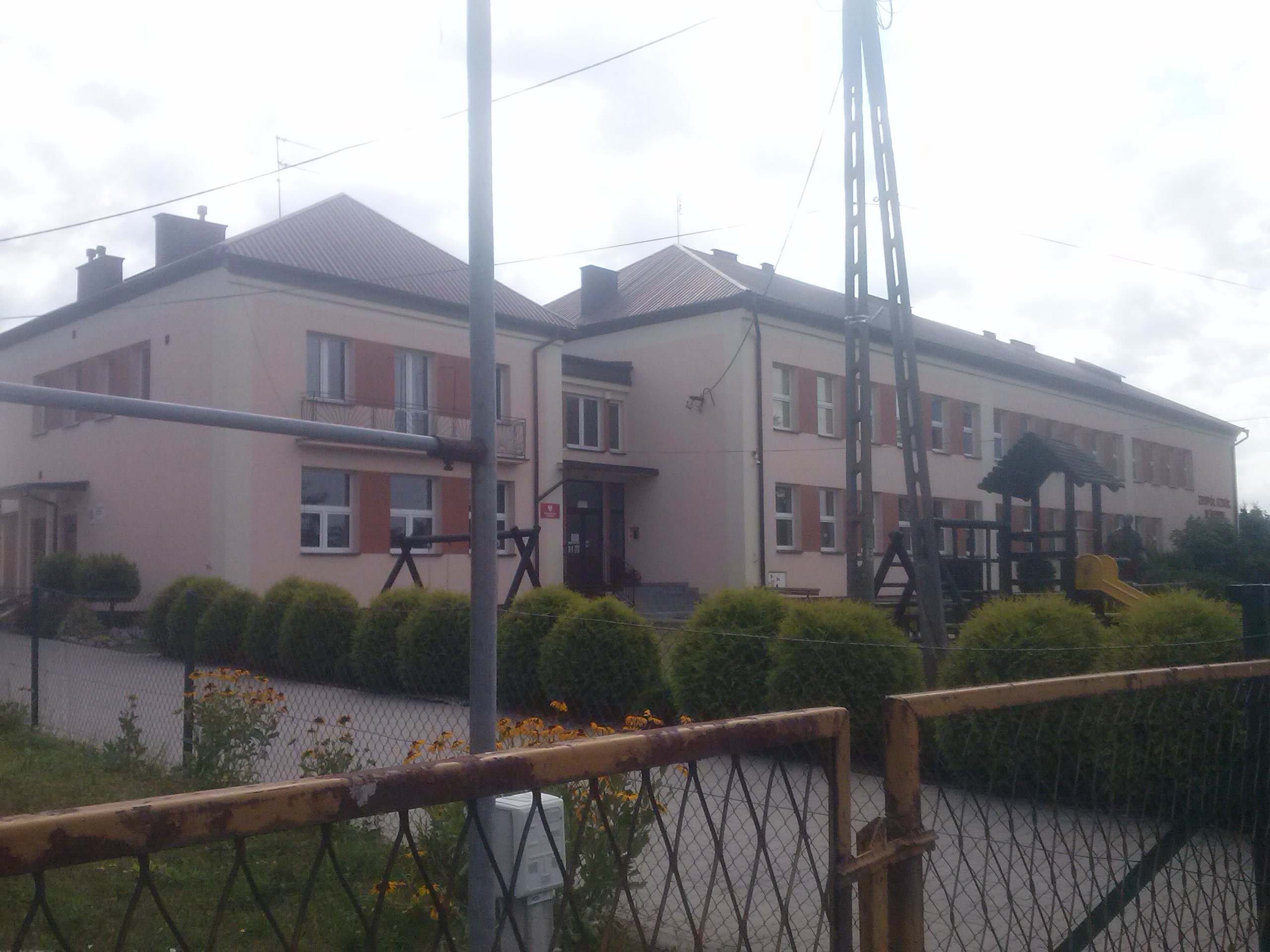
Szkoła podstawowa

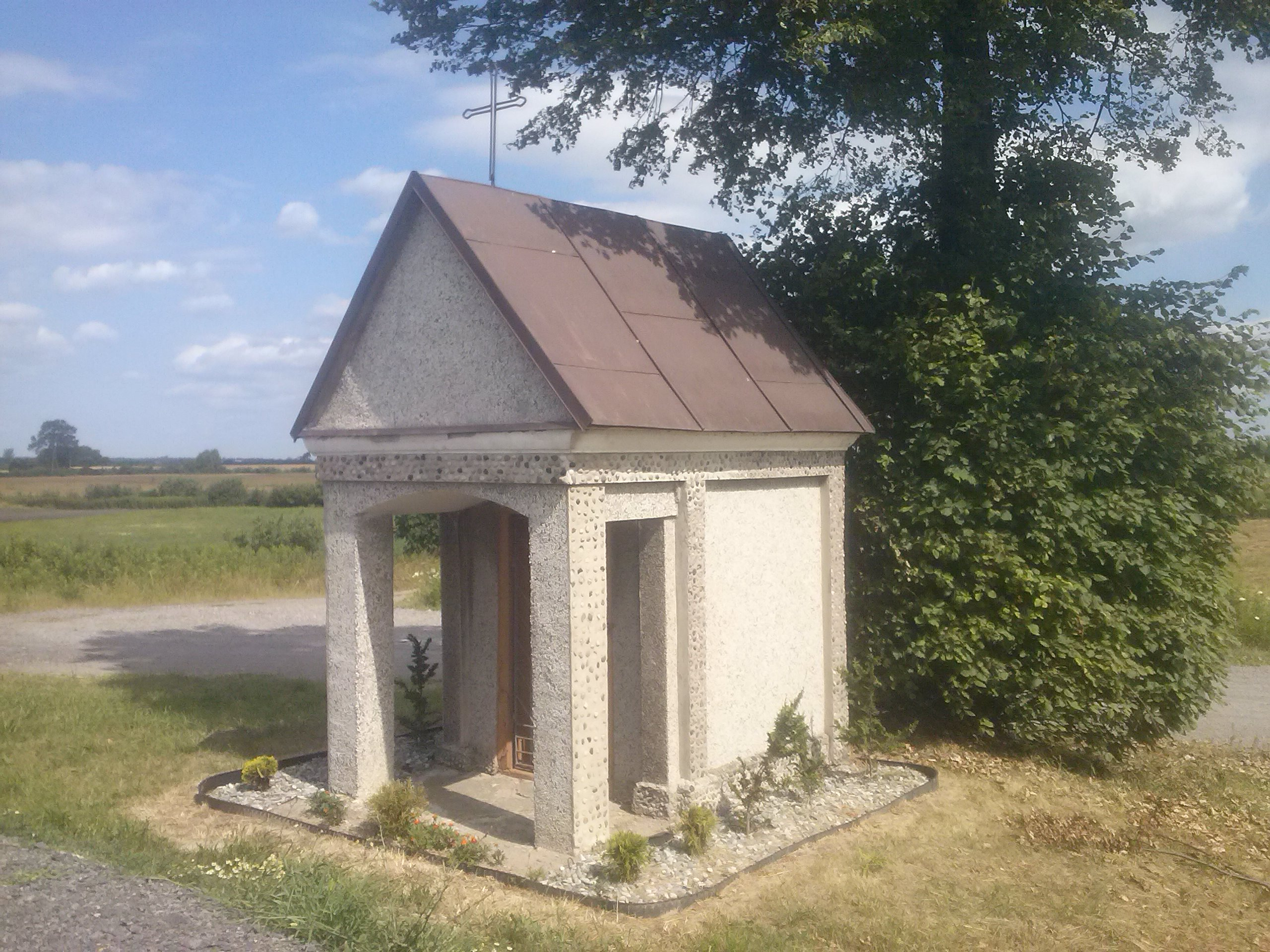
Kapliczka przy DK 77

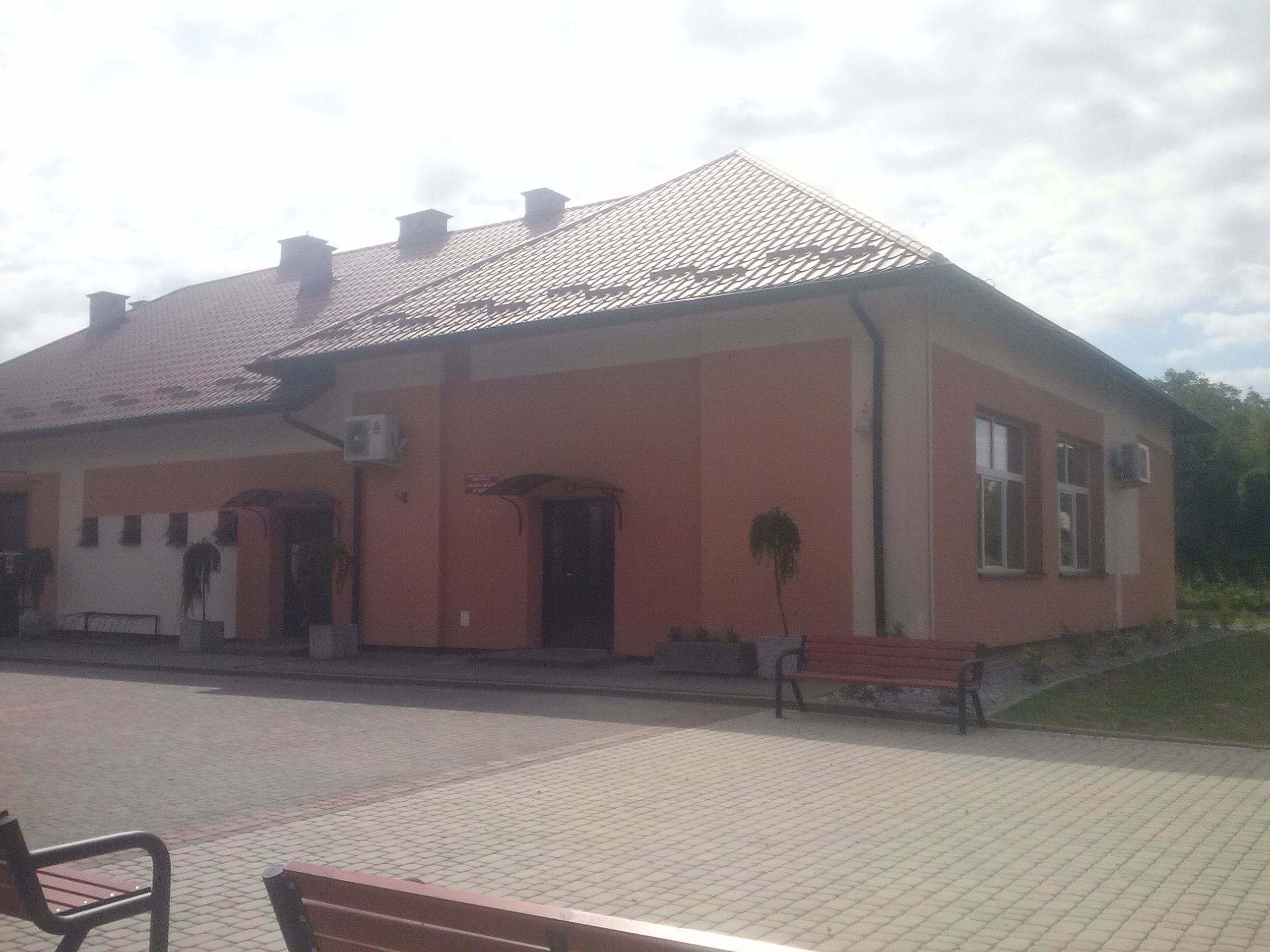
Gminny Ośrodek Kultury

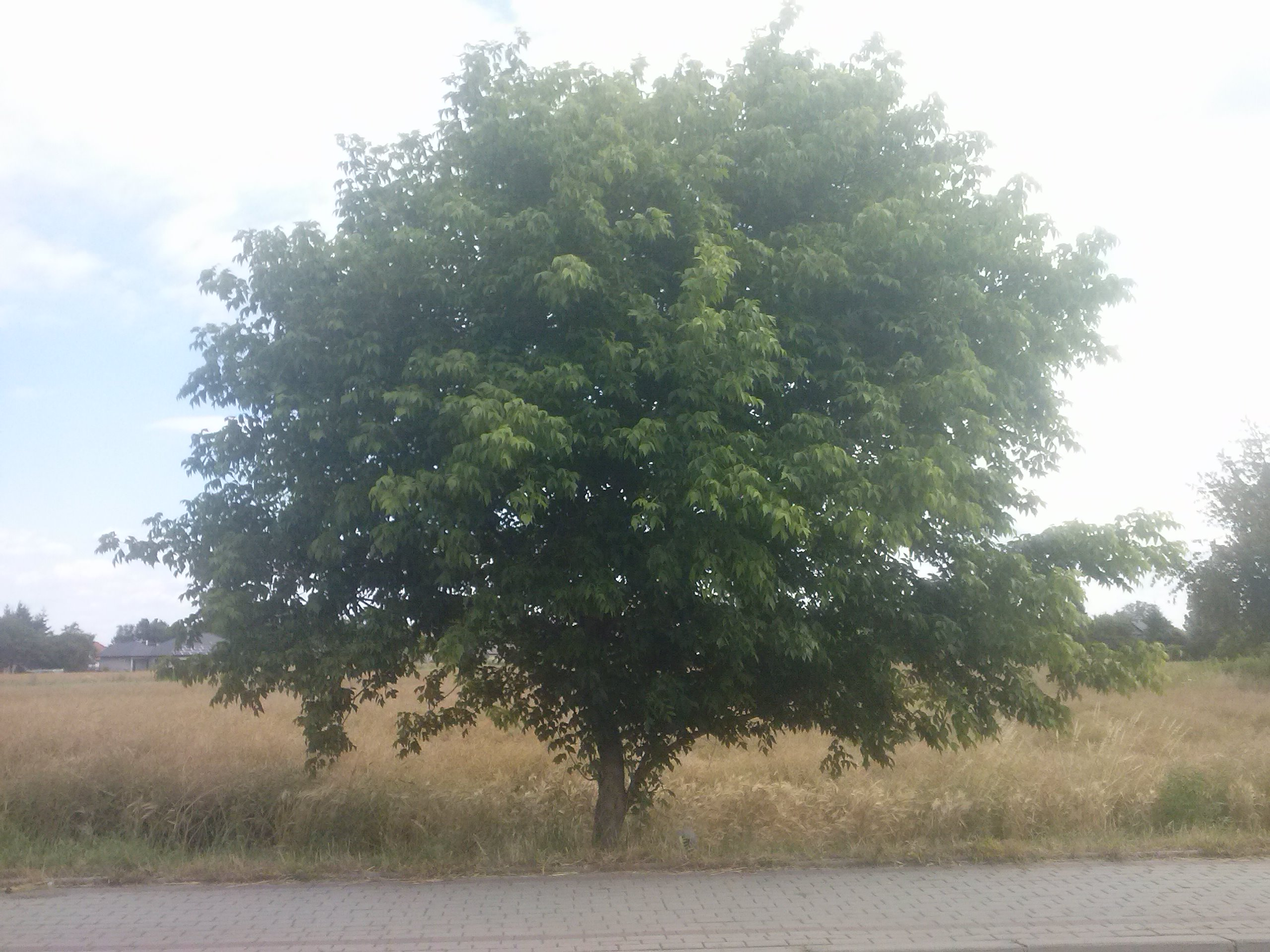
Kłokoczka przy DK 77

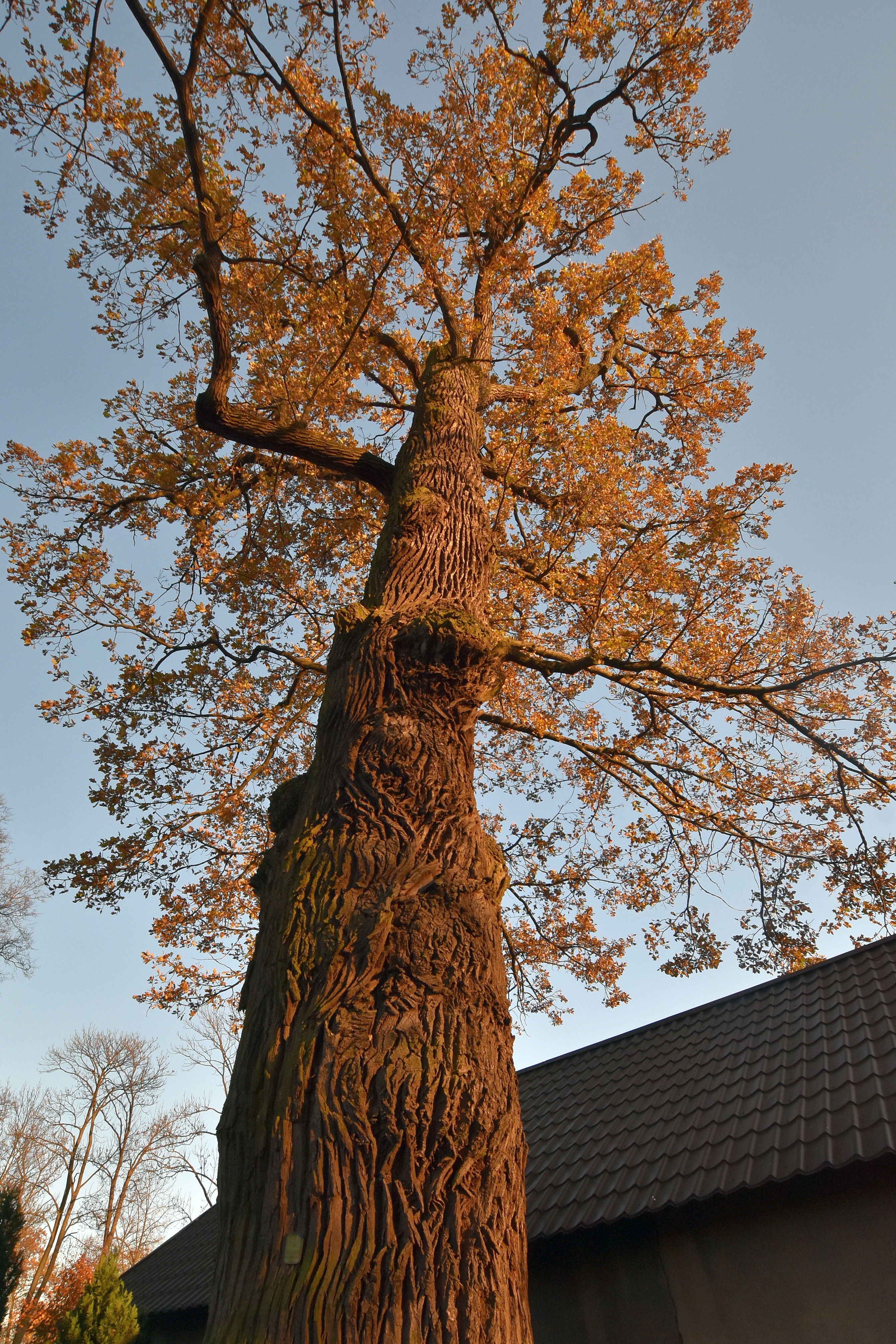
Dąb, pomnik przyrody

Dębno – wieś w Polsce położona w województwie podkarpackim, w powiecie leżajskim, w gminie Leżajsk. Leży przy drodze krajowej nr 77 Sandomierz – Jarosław, 9 km na południowy wschód od Leżajska. W latach 1975–1998 miejscowość należała do województwa rzeszowskiego.

## Integralne części wsi
| SIMC    | Nazwa     | Rodzaj     |
| ------- | --------- | ---------- |
| 0653647 | Na Ozerze | część wsi  |
| 0653660 | Poręby    | przysiółek |
| 0653676 | Stróże    | przysiółek |
| 0653653 | Zabłocie  | część wsi  |

## Historia
Wieś lokowana na prawie niemieckim przez sołtysa z Łukowej Stefana w 1397 r. u ujścia Wisłoku do Sanu. Najprawdopodobniej lokacja Dębna nastąpiła w pobliżu istniejącej tu już od dłuższego czasu osady o charakterze obronnym nad ujściem Wisłoku. Wzniesiona osada na wysokim brzegu Wisłoku – Stróża, do dziś będąca przysiółkiem Dębna, oddalona około 1,5 km na południowy wschód, pełniła prawdopodobnie rolę punktu obronnego na terenach granicznych między Polską a Rusią w okresie o wiele wcześniejszym.
Przydatnym źródłem archiwalnym do poznawania historii z XVI i XVII wieku są regestra poborowe, które zapisali poborcy podatkowi ziemi przemyskiej. Dębno zapisano w 1515 roku (wieś posiadała 19 łanów gruntów rolnych, i w 1589 roku (wieś posiadała 18 łanów, cerkiew). Wzmiankowana jest Tenuta Jana Chmieleckiego (2 łany). W 1589 roku wieś królewska Dembna była położona w starostwie niegrodowym leżajskim, w województwie ruskim. W 1674 roku Dembno posiadało 106 domów (wieś - 82 domy i folwark z tenutą - 24 domy), a w I poł. XX wieku było 374 domy.
W 1939 roku w Dębnie mieszkało 1950 Ukraińców, 440 rzymskich katolików i 50 żydów. W lutym 1945 roku wysiedlono na Ukrainę 1719 osób z 387 domów.
22 grudnia 1949 roku powstała we wsi spółdzielnia produkcyjna. Obecnie jest to Rolniczo-Wytwórczy Kombinat Spółdzielczy im. Antoniego Paśki, posiadający 730 ha ziemi.

## Kościół

### Cerkiew Greckokatolicka
W 1397 roku król Władysław II Jagiełło wydał akt lokacyjny parafii w Dębnie. Murowaną cerkiew pw. Świętego Jerzego Męczennika wzniesiono z fundacji Alfreda Potockiego i jego żony Marii z Sanguszków oraz Lubomirskich w 1864 roku. W 1894 roku parochia była wizytowana przez Eparchę przemyskiego Juliana Pełesza.

### Kościół rzymskokatolicki
W 1934 roku ks. Czesław Broda uzyskał pozwolenie na odprawianie nabożeństw dla Polaków w szkolnej sali. W 1935 roku rozpoczęła działalność ochronka sióstr służebniczek starowiejskich.
W 1945 roku budynek cerkwi przejął kościół rzymskokatolicki. Parafia od 26 sierpnia 1945 roku po ogłoszeniu przez bpa Franciszka Bardę nosi nazwę pw. Podwyższenia Krzyża Świętego. W 1979 kościół został gruntownie odrestaurowany. Przy kościele rośnie okazały dąb o blisko 6-metrowym obwodzie, będący pomnikiem przyrody.

## Oświata
Początki szkolnictwa parafialnego w Dębnie są datowana na początek XIX wieku, gdy przy miejscowej cerkwi powstała szkoła parafialna (Schola parochialis), która istniała już jakiś czas przed 1830 rokiem.
W 1864 roku zbudowano drewniany budynek szkolny. W latach 1908–1914 kierownikiem szkoły był Ludwik Maciejowski, który następnie w latach 1914–1931 był w wojsku polskim, a po osiedleniu się na Wołyniu wzięty do sowieckiej niewoli i w 1940 roku rozstrzelany w Charkowie.
W 1934 roku w szkole uczyli nauczyciele polscy. Podczas II wojny światowej uczyli ponownie nauczyciele ukraińscy. W 1945 roku uruchomiono polską szkołę, której nauczycielami zostało małżeństwo: Tadeusz i Izabela Wiatr. W 1965 roku zbudowano nowy budynek szkolny, a 23 maja 1976 roku szkole nadano imię Marii Konopnickiej.

## Zobacz
- Gromada Dębno

## Osoby związane z miejscowością
- Mychajło Kaczkowśkyj